# Marta Fiedina
Marta Fiedina (ukrainien : Марта Федина), née le 1er février 2002, est une nageuse synchronisée ukrainienne.

## Carrière
En 2018, elle fait partie de l'équipe ukrainienne sacrée championne d'Europe du combiné à Glasgow.
En juin 2019, elle remporte trois médailles d'or lors de la finale des World Series à Budapest : le solo libre, le duo technique et le combiné. Elle termine également seconde du solo technique derrière l'Espagnole Ona Carbonell. Le mois suivant, elle remporte le bronze en duo technique avec Anastasiya Savchuk derrière les Russes et les Chinoises lors des championnats du monde.
Elle est médaillée d'or en solo technique, par équipes libre, en combiné et en highlight et médaillée d'argent en solo libre, en duo libre, en duo technique et par équipes technique aux Championnats d'Europe de natation 2020 à Budapest. Deux ans plus tard, elle remporte l'argent du solo technique aux Mondiaux 2022.
Elle est médaillée d'argent de l'épreuve acrobatique par équipes aux Jeux européens de 2023 à Oświęcim.